# Whitfield (hrabstwo Santa Rosa)
Whitfield – jednostka osadnicza w Stanach Zjednoczonych, w stanie Floryda, w hrabstwie Santa Rosa.